# Punta Esperanza
La punta Esperanza (en inglés: Hope Point) es un cabo ubicado en el noroeste de la isla Gran Malvina en las islas Malvinas, frente a la isla Remolinos, cierrando por el sur al puerto Esperanza y por el norte a la bahía San Francisco de Paula. El sitio es un área importante para las aves.